# UBM (azienda)
UBM plc era un organizzatore di eventi business-to-business (B2B) britannico con sede a Londra, prima della sua acquisizione da parte di Informa. Aveva una lunga storia come multinazionale dei media. Il suo obiettivo principale attuale continuano ad essere gli eventi B2B, ma le sue operazioni principali includono live media e comunicazioni business-to-business, servizi di marketing e fornitura di dati e serve principalmente i settori della tecnologia, della sanità, del commercio e dei trasporti, della cucina e della moda. UBM è stata quotata alla Borsa di Londra ed è stata una componente dell'indice FTSE 250 fino a quando non è stata acquisita da Informa nel giugno 2018.